# Dysdaemonia fusca
Dysdaemonia fusca är en fjärilsart som beskrevs av Breyer 1933. Dysdaemonia fusca ingår i släktet Dysdaemonia och familjen påfågelsspinnare. Inga underarter finns listade i Catalogue of Life.